# Iva Pacetti
Iva Pacetti (Prato, 13 dicembre 1898 – Milano, 19 gennaio 1981) è stata un soprano italiano.

## Biografia
Trascorse l'infanzia a Prato, dove seguì fin da giovanissima la lirica, assistendo a tutte le rappresentazioni al teatro Metastasio. Prese le prime lezioni di canto e di musica a quindici anni dal maestro Ferruccio Cecchini e da Mary Mirabella, e in seguito studiò a Firenze e a Milano. Seguì anche lezioni di arte scenica da Italia Vitalini. Il 3 febbraio 1920 debuttò come Aida nella sua città. 
Iniziò così un'importante carriera che la vide in tantissimi teatri italiani, oltre che al Covent Garden di Londra, a Barcellona, Buenos Aires, Rio de Janeiro, San Paolo, Santiago, Il Cairo, Malta, Montecarlo, Chicago, New York (Lexington Theatre), in Francia, Germania, Svizzera e Ungheria.
Apparve in numerose stagioni del Teatro alla Scala: 1922, 1927, 1930, 1931, 1933, 1934, 1939, 1940, 1941 e 1942. Cantò frequentemente con Beniamino Gigli, tra cui nel 1941 al Teatro Comunale di Firenze nella prima assoluta di Don Juan de Manara di Franco Alfano.
I ruoli più frequentati furono quelli di soprano lirico spinto, come Leonora ne La forza del destino e Il trovatore, Aida, Desdemona, Tosca, Nedda, Margherita. Si esibì in concerto eseguendo anche brani di autori suoi contemporanei, come Pizzetti e Zandonai.
Continuò la carriera fino al 1947, quando diede l'addio alle scene a Roma interpretando Turandot.

## Repertorio
| Ruolo                   | Titolo                  | Autore      |
| ----------------------- | ----------------------- | ----------- |
| Leonora                 | Fidelio                 | Beethoven   |
| Imogene                 | Il pirata               | Bellini     |
| Norma                   | Norma                   | Bellini     |
| Elena Margherita        | Mefistofele             | Boito       |
| Arianna                 | Arianna e Barbablù      | Dukas       |
| Maddalena di Coigny     | Andrea Chénier          | Giordano    |
| Fedora Romazoff         | Fedora                  | Giordano    |
| Ginevra                 | La cena delle beffe     | Giordano    |
| Nedda                   | Pagliacci               | Leoncavallo |
| Santuzza                | Cavalleria rusticana    | Mascagni    |
| Donna Anna              | Don Giovanni            | Mozart      |
| Fedra                   | Fedra                   | Pizzetti    |
| Gioconda                | La Gioconda             | Ponchielli  |
| Manon Lescaut           | Manon Lescaut           | Puccini     |
| Floria Tosca            | Tosca                   | Puccini     |
| Minnie                  | La fanciulla del West   | Puccini     |
| Turandot                | Turandot                | Puccini     |
| La Marescialla          | Il cavaliere della rosa | Strauss     |
| La moglie di Barak      | La donna senz'ombra     | Strauss     |
| Abigaille               | Nabucco                 | Verdi       |
| Elvira                  | Ernani                  | Verdi       |
| Leonora                 | Il trovatore            | Verdi       |
| Amelia Grimaldi         | Simon Boccanegra        | Verdi       |
| Amelia                  | Un ballo in maschera    | Verdi       |
| Donna Leonora di Vargas | La forza del destino    | Verdi       |
| Elisabetta di Valois    | Don Carlo               | Verdi       |
| Aida                    | Aida                    | Verdi       |
| Desdemona               | Otello                  | Verdi       |
| Elsa di Brabante        | Lohengrin               | Wagner      |
| Brunilde                | La Walkiria             | Wagner      |
| Isotta                  | Tristano e Isotta       | Wagner      |
| Francesca da Polenta    | Francesca da Rimini     | Zandonai    |
| Giulietta Capuleti      | Giulietta e Romeo       | Zandonai    |

## Discografia

### Opere
- Ernani, con Antonio Melandri, Gino Vanelli, Corrado Zambelli, dir. Lorenzo Molajoli - Columbia 1930
- Pagliacci, con Beniamino Gigli, Mario Basiola, Leone Paci, dir. Franco Ghione - EMI 1934
- Aida - Atto I, con Beniamino Gigli, Ebe Stignani, Andrea Mongelli, dir. Oliviero De Fabritiis - dal vivo Terme di Caracalla - 5 agosto 1939 The Golden Age of Opera
- La donna senz'ombra - Atto 3°, con Stella Roman, Benvenuto Franci, dir. Gino Marinuzzi - dal vivo Teatro alla Scala, 6 gennaio 1940 A.N.N.A./Cetra

### Brani singoli
- Andrea Chénier La mamma morta, La forza del destino Pace mio Dio, Il trovatore D'amor sull'ali rosee, La Wally Ebben ne andrò lontana, Norma  Casta Diva, Deh non volerli vittime, La Gioconda Suicidio, Così mantieni il patto (con Luigi Montesanto), Nina, o sia La pazza per amore Il mio ben quando verrà - Columbia 1930 c.

## Filmografia
- Fascino, regia di Giacinto Solito (1939)